# Лыжные гонки на зимних Олимпийских играх 1964

На зимних Олимпийских играх 1964 года в Инсбруке в лыжных гонках было разыграно 7 комплектов наград — 4 среди мужчин (15 км, 30 км, 50 км и эстафета 4×10 км) и 3 среди женщин (5 км, 10 км и эстафета 3×5 км). В программу соревнований по сравнению с Олимпийскими играми 1960 года в Скво-Вэлли была добавлена женская гонка на 5 км. Все гонки, кроме эстафет, проходили с раздельным стартом участников.
Соревнования прошли с 30 января по 8 февраля в 17-ти километрах от Инсбрука в местечке Зефельд. Старт и финиш гонок происходил на стадионе «Ланлауфцентрум», который был специально построен к Олимпиаде. В соревнованиях принял участие 151 спортсмен (113 мужчин и 38 женщин) из 24 стран.
В общем медальном зачёте в лыжных гонках лучшими стали советские лыжники, выигравшие 3 золота, 1 серебро и 4 бронзы, особенно отличились советские лыжницы которые завоевали 6 медалей из 7-ми возможных. 
Советская лыжница Клавдия Боярских стала первой в истории лыжницей завоевавшей три золотые медали на одной Олимпиаде.

## Медалисты

### Мужчины

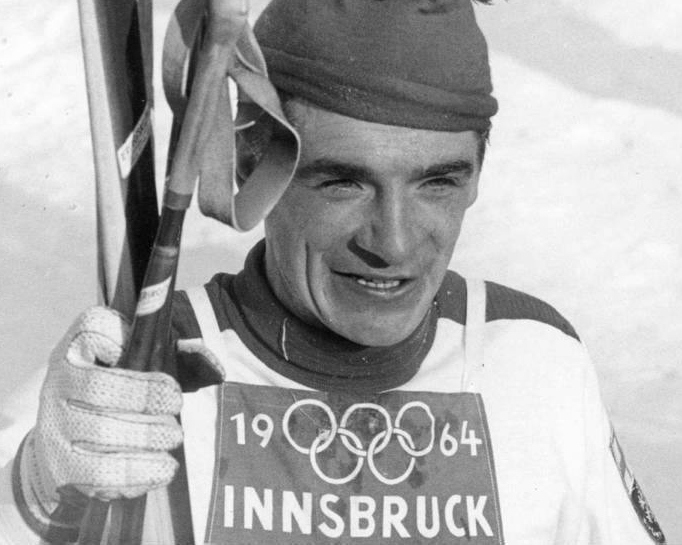
Ээро Мянтюранта выиграл в Инсбруке два золота

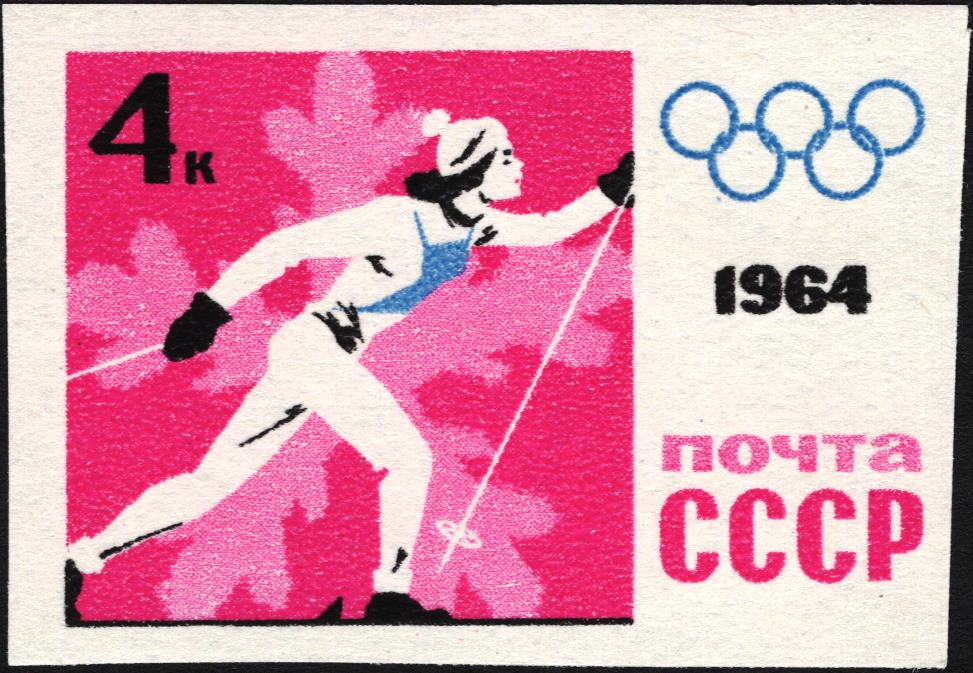
Почтовая марка

| Дисциплина                     | Золото                                                                      | Серебро                                                                     | Бронза                                                                   |
| 15 км см. подробнее            | Ээро Мянтюранта Финляндия                                                   | Харальд Грённинген Норвегия                                                 | Сикстен Йернберг Швеция                                                  |
| 30 км см. подробнее            | Ээро Мянтюранта Финляндия                                                   | Харальд Грённинген Норвегия                                                 | Игорь Ворончихин СССР                                                    |
| 50 км см. подробнее            | Сикстен Йернберг Швеция                                                     | Ассар Рённлунд Швеция                                                       | Арто Тиайнен Финляндия                                                   |
| Эстафета 4×10 км см. подробнее | Швеция · Карл-Оке Асп · Сикстен Йернберг · Янне Стефанссон · Ассар Рённлунд | Финляндия · Вяйнё Хухтала · Арто Тиайнен · Калеви Лаурила · Ээро Мянтюранта | СССР · Иван Утробин · Геннадий Ваганов · Игорь Ворончихин · Павел Колчин |

### Женщины
| Дисциплина                    | Золото                                                       | Серебро                                                          | Бронза                                                   |
| 5 км см. подробнее            | Клавдия Боярских СССР                                        | Мирья Лехтонен Финляндия                                         | Алевтина Колчина СССР                                    |
| 10 км см. подробнее           | Клавдия Боярских СССР                                        | Евдокия Мекшило СССР                                             | Мария Гусакова СССР                                      |
| Эстафета 3×5 км см. подробнее | СССР · Алевтина Колчина · Евдокия Мекшило · Клавдия Боярских | Швеция · Барбро Мартинссон · Бритт Страндберг · Тойни Густафссон | Финляндия · Сенья Пусула · Тойни Пёусти · Мирья Лехтонен |

## Общий зачёт
(Жирным выделено самое большое количество медалей в своей категории)
| Общее количество медалей |           |        |         |        |       |
| Место                    | Страна    | Золото | Серебро | Бронза | Всего |
| 1                        | СССР      | 3      | 1       | 4      | 8     |
| 2                        | Финляндия | 2      | 2       | 2      | 6     |
| 3                        | Швеция    | 2      | 2       | 1      | 5     |
| 4                        | Норвегия  | 0      | 2       | 0      | 2     |